# Editors
Editors je čtyřčlenná britská hudební skupina pocházející z Birminghamu. Za své debutové album The Back Room byli v roce 2006 nominováni na Mercury Prize, jejich druhý počin An End Has a Start obsadil první místo v britské i americké albové hitparádě. Dohromady prodali více než 2 mil. kopií.
V současné době jsou považováni za 2. nejdůležitější britskou indie rockovou skupinu (hned po Arctic Monkeys).

## Obsazení
- Tom Smith – zpěv, kytara, piano
- Chris Urbanowicz – kytara, syntetizátor
- Russell Leetch – basová kytara, pomocné vokály
- Ed Lay – bicí, perkuse, pomocné vokály

## Diskografie

### Studiová alba
- 2005: The Back Room
- 2007: An End Has a Start
- 2009: In This Light and On This Evening
- 2013: The Weight of Your Love
- 2015: In Dream
- 2018: Violence
- 2022: EBM

### EP
- 2003: Snowfield Demo EP

### Singly
- 2005: „Bullets"
- 2005: „Munich"
- 2005: „Blood"
- 2005: „Bullets" (2. vydání)
- 2006: „Munich" (2. vydání)
- 2006: „All Sparks"
- 2006: „Blood" (2. vydání)
- 2007: „Smokers Outside the Hospital Doors"
- 2007: „An End Has a Start"
- 2007: „The Racing Rats"
- 2008: „Push Your Head Towards The Air"